# Райпольтскирхен
Райпольтскирхен (нем. Reipoltskirchen) — община в Германии, в земле Рейнланд-Пфальц. 
Входит в состав района Кузель. Подчиняется управлению Вольфштайн.  Население составляет 385 человек (на 31 декабря 2010 года). Занимает площадь 7,49 км².